# Tuomas Kiiskinen
Tuomas Kiiskinen (* 7. Oktober 1986 in Kuopio) ist ein finnischer Eishockeyspieler, der seit 2019 beim Skellefteå AIK in der Svenska Hockeyligan unter Vertrag steht.

## Karriere
Tuomas Kiiskinen begann seine Karriere als Eishockeyspieler in seiner Heimatstadt in der Nachwuchsabteilung von KalPa Kuopio, für dessen Profimannschaft er in der Saison 2004/05 sein Debüt in der Mestis, der zweiten finnischen Spielklasse, gab. Von 2004 bis 2012 stand der Flügelspieler regelmäßig für KalPa Kuopio in der SM-liiga auf dem Eis. Daraufhin unterschrieb der Finne einen Vertrag beim HK Donbass Donezk aus der Ukraine.
2013 gewann er mit dem HK Donbass den IIHF Continental Cup. Im folgenden Jahr belegte er mit seiner Mannschaft im selben Wettbewerb den zweiten Platz hinter den Stavanger Oilers. Nach dem Rückzug des Klubs, aufgrund der Krise in der Ostukraine, aus der KHL, wechselte Kiiskinen in die Svenska Hockeyligan zu den Växjö Lakers Hockey. Mit den Lakers gewann er 2015 und 2018 jeweils die schwedische Meisterschaft.

### International
Für Finnland nahm Kiiskinen an der Weltmeisterschaft 2012 teil. Zudem stand er in den Jahren 2010 und 2012 im Aufgebot seines Landes bei der Euro Hockey Tour.

## Erfolge und Auszeichnungen
- 2009 SM-liiga Spieler des Monats September
- 2013 Gewinn des IIHF Continental Cup mit dem HK Donbass Donezk
- 2015 Schwedischer Meister mit den Växjö Lakers
- 2018 Schwedischer Meister mit den Växjö Lakers

## Statistik
(Stand: Ende der Saison 2013/14)